# Erdelj
Erdelj – wieś w Chorwacji, w żupanii karlowackiej, w gminie Generalski Stol. W 2011 roku liczyła 369 mieszkańców.